# Skrajna Rogowa Przełęcz
Skrajna Rogowa Przełęcz (słow. Predné Rohové sedlo) – przełęcz położona w słowackich Tatrach Wysokich. Znajduje się w Jaworowej Grani odchodzącej na północny zachód od Małego Jaworowego Szczytu. Skrajna Rogowa Przełęcz leży pomiędzy Skrajną Jaworową Turnią, poniżej jej wierzchołka, a Jaworowym Rogiem (dokładniej Rogową Granią).
Pomiędzy Skrajną Rogową Przełęczą a Skrajną Jaworową Turnią położone są Jaworowe Czuby i spore wcięcie w grani – Jaworowy Karb. Na siodło Skrajnej Rogowej Przełęczy nie prowadzą żadne znakowane szlaki turystyczne, dlatego też nie jest dostępna dla turystów.
Nazwa Skrajnej Rogowej Przełęczy pochodzi od Jaworowego Rogu.

## Historia
Pierwsze wejścia turystyczne:
- Roman Kordys i Jerzy Maślanka, 27 sierpnia 1905 r. – letnie,
- Jerzy Pierzchała i Stanisław Siedlecki, 7 kwietnia 1939 r. – zimowe.